# Karl von Wrangel

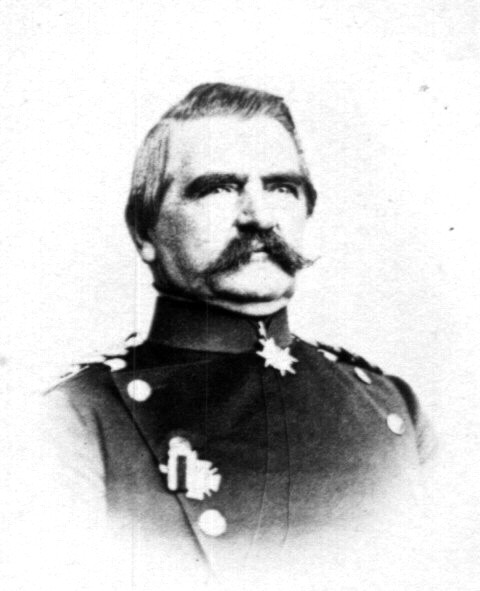
Karl Freiherr von Wrangel

Karl Friedrich Wilhelm Freiherr von Wrangel (* 28. September 1812 in Königsberg; † 28. November 1899 in Sproitz) war ein preußischer General der Infanterie und ist Ehrenbürger von Flensburg.

## Leben

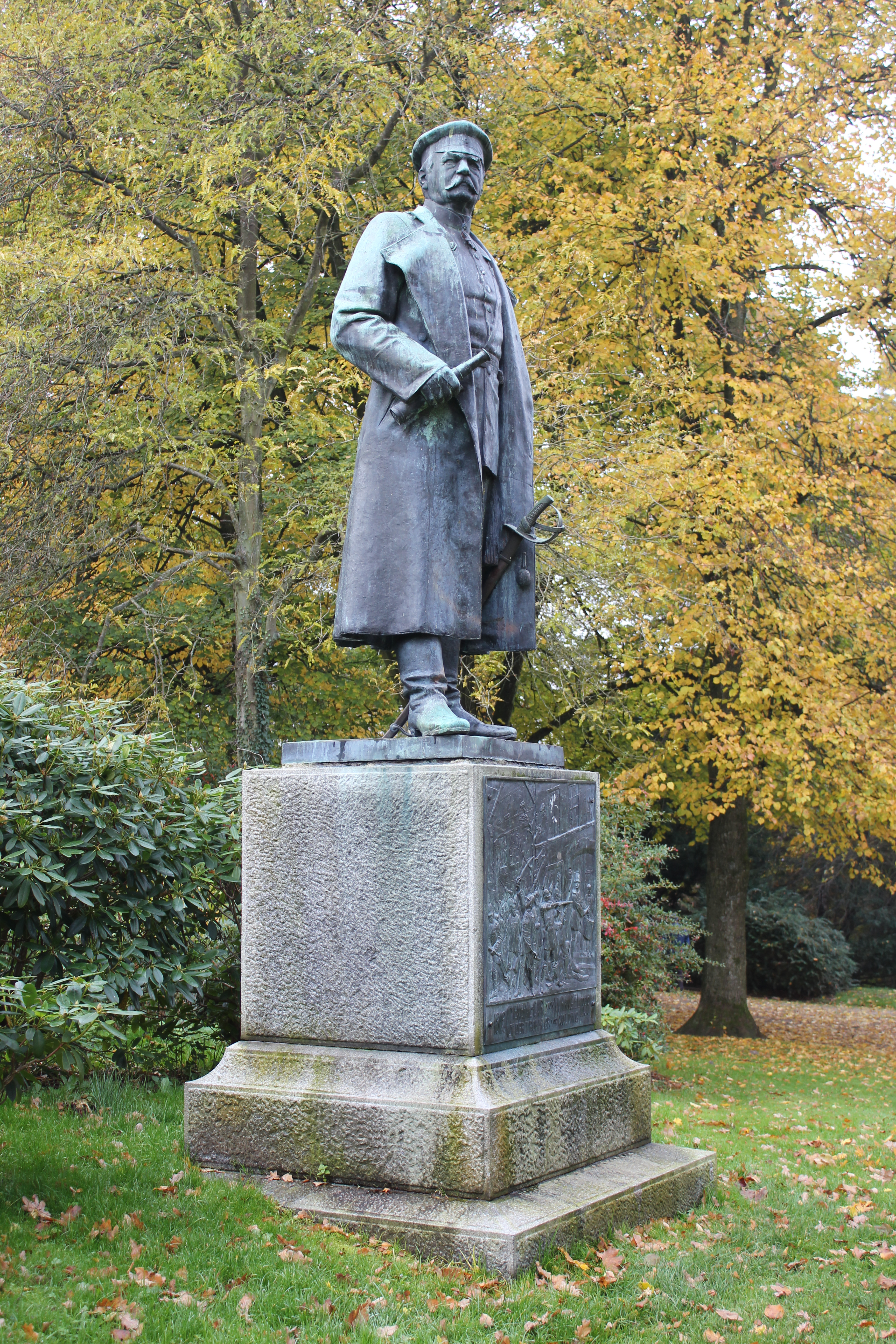
Wrangel-Statue im Stadtpark in Flensburg von Adolf Brütt

### Herkunft
Er war der Sohn des späteren preußischen Generalleutnants August Friedrich Ludwig Freiherr von Wrangel und dessen Ehefrau Karoline Sophie Henriette, geborene Gräfin Truchseß von Waldburg (1777–1819).

### Militärkarriere
Nach seiner Erziehung im Culmer und Berliner Kadettenhaus, kam Wrangel am 13. August 1830 als Sekondeleutnant in das 1. Garde-Regiment zu Fuß der Preußischen Armee und besuchte von 1837 bis 1840 die Allgemeine Kriegsschule in Berlin.
Im Dezember 1841 musste Wrangel wegen eines Ehrenhandels den Dienst verlassen und wurde – nachdem er von der dabei erhaltenen schweren Wunde geheilt war – auf Verwendung des nachmaligen Kaisers Wilhelm I. im März 1843 wieder eingestellt und im nächsten Jahre zur Trigonometrischen Abteilung des Generalstabes nach Berlin kommandiert. Von hier ging er, 1846 Premierleutnant geworden, mit seinem Onkel, dem Generalleutnant Friedrich von Wrangel, als dieser im April 1848 den Oberbefehl der zum Kriege gegen Dänemark bestimmten deutschen Truppen erhalten hatte, nach den Elbherzogtümern, wurde hier als Hauptmann dem schleswig-holsteinischen Generalstab überwiesen und nahm in diesem an den Feldzügen 1848/49 teil.

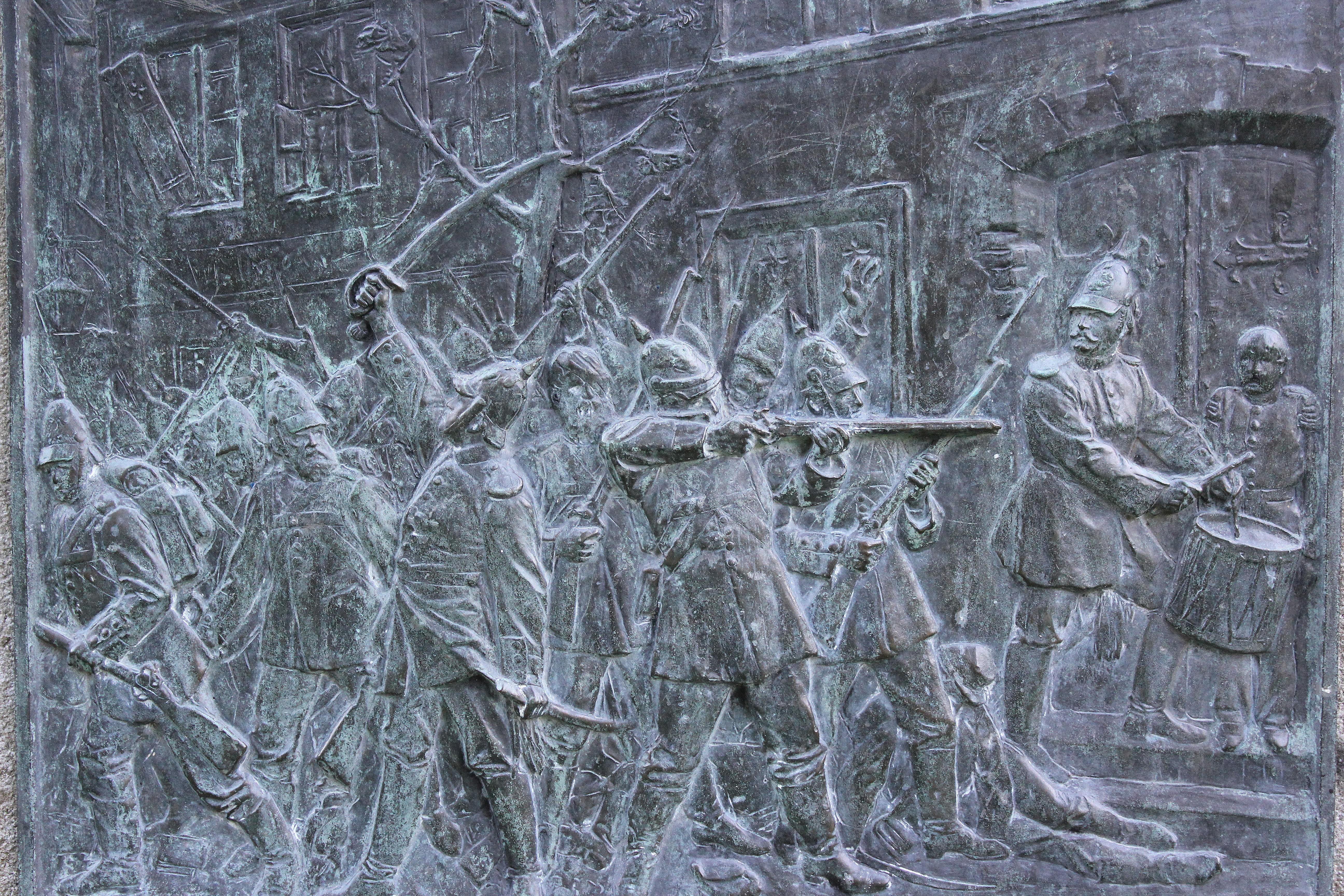
Der Trommler von Kolding vom Relief vom Denkmal in Flensburg

Vorher hatte er sich den Beinamen des „Trommlers von Kolding“ erworben, den eine Zeitung ihm beilegte. Der Vorfall, dem er diesen Namen verdankte, hatte sich am 29. April 1849 bei einem Straßenkampf in der von den Schleswig-Holsteinern besetzten Stadt Kolding zugetragen. Als diese vor den andringenden Dänen wichen, brachte Wrangel sie dadurch zum Stehen, dass er einem Tambour die Trommel entriss und auf ihr den Sturmschritt schlug.
Als im April 1850 Preußen seine Offiziere abrief, wurde Wrangel Dirigent der topographischen Abteilung und kehrte erst bei der Mobilmachung des Jahres 1859 als Oberstleutnant in den Frontdienst zurück. Jetzt trat er an die Spitze eines Landwehrregiments, aus welchem bald darauf das Pommersche Infanterie-Regiment Nr. 61 in Stolp wurde.
Im Krieg 1866 rückte er an der Spitze der 26. Infanterie-Brigade in Münster ins Feld und nahm am Mainfeldzug teil. An den Gefechten bei Dermbach, Kissingen, Laufach, Aschaffenburg, Tauberbischofsheim und Gerchsheim hatte er – bei selbständigen Verwendungen – hervorragenden Anteil und erhielt hierfür den Orden Pour le Mérite.
Am 10. August 1867 wurde er zum Kommandeur 18. Division in Flensburg ernannt und im Frühjahr 1868 zum Generalleutnant befördert. Im Krieg gegen Frankreich 1870/71 nahm seine Division im Rahmen des IX. Armee-Korps an den Schlachten bei Colombey-Nouilly, Mars-la-Tour und Gravelotte-St. Privat teil. Während der Belagerung von Metz griffen seine Truppen ab 1. September während der Schlacht von Noiseville unterstützend in den Abwehrkampf des am Ostufer der Mosel stehenden preußischen I. Armee-Korps ein. Seine Division zeichnete sich Anfang Dezember besonders bei der Einnahme von Orléans aus. Von dort aus telegrafierte der Oberbefehlshaber, Prinz Friedrich Karl Nikolaus von Preußen, nach Versailles: „Die Ehre des Tages gebührt der Division Wrangel“. Hierfür erhielt Wrangel am 5. Dezember 1870 das Eichenlaub zum Orden Pour le Mérite verliehen. Im weiteren Kriegsverlauf war Wrangels Division noch an der Einnahme von Le Mans am 11. Januar 1871 beteiligt.
Nach Friedensschluss blieb Wrangel bis Juni 1872 an der Spitze seiner Division in Flensburg, dann wurde er Gouverneur von Posen. Am 2. September 1873 erhielt er den Charakter als General der Infanterie. Mit Pension wurde Wrangel schließlich am 12. Dezember 1876 zur Disposition gestellt. In Würdigung seiner langjährigen Verdienste verlieh ihm Wilhelm I. am 16. September 1881 das Großkreuz des Roten Adlerordens mit Eichenlaub und Schwertern. Er war außerdem Rechtsritter des Johanniterordens.

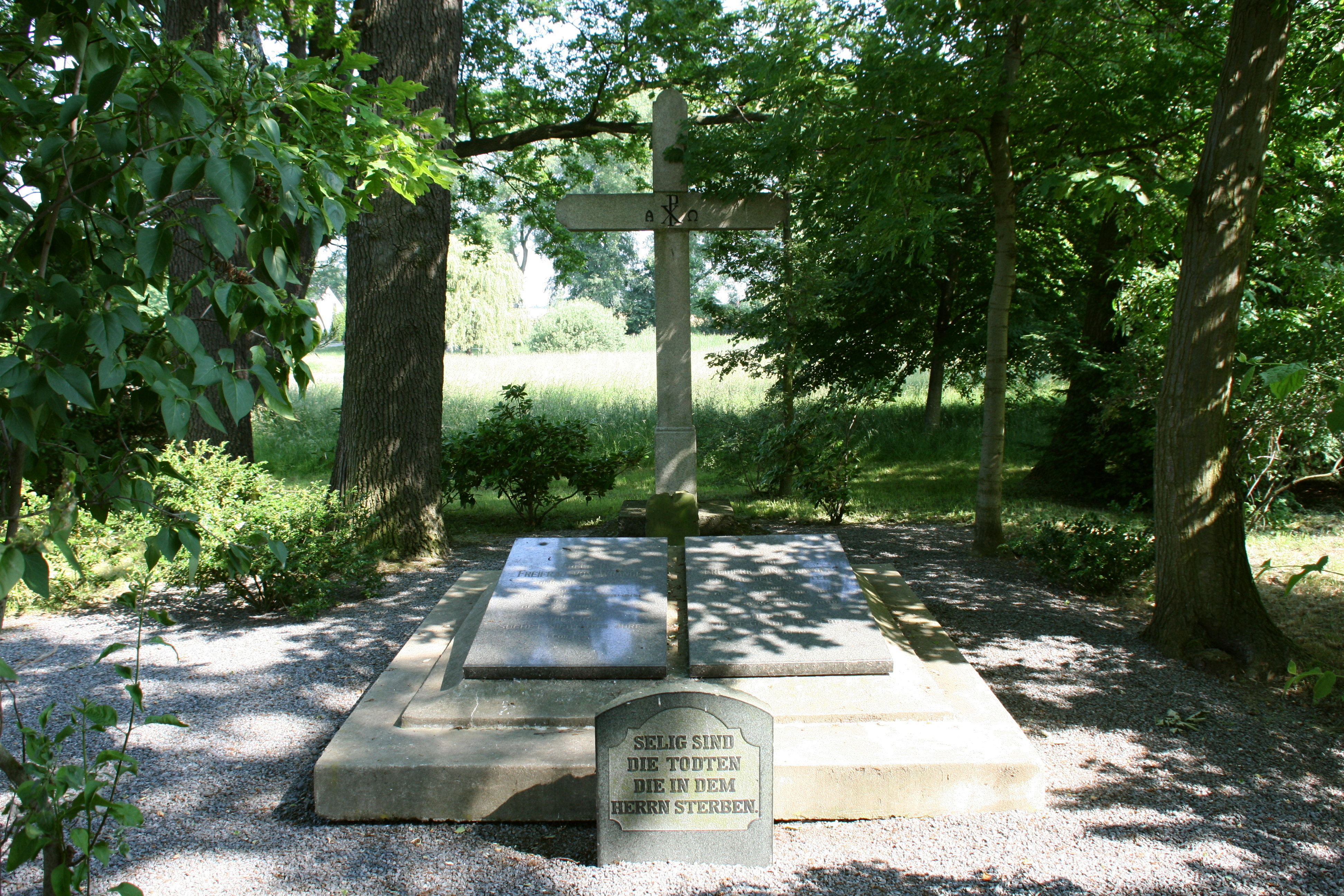
Grabstätte von Karl von Wrangel und seiner Frau in Sproitz

### Familie
Wrangel hatte sich am 26. März 1843 mit Elisabeth Adelheid Ernestine von Strantz (* 25. September 1813 in Berlin; † 27. Februar 1891 in Sproitz) verheiratet. Aus der Ehe ging die Tochter Adda (* 28. Juli 1844 in Charlottenburg; † 23. Januar 1913) hervor, die sich am 29. Juli 1864 in Berlin mit Karl Freiherr von Liliencron († 1901), Herr auf Sproitz, Kammerherr und Rittmeister a. D. verheiratete. Adda war Gründungsmitglied und Vorsitzende des Frauenbunds der Deutschen Kolonialgesellschaft.

## Ehrungen und Gedenken
Er wurde 1872 zum Ehrenbürger von Flensburg ernannt. Im Jahr 1903 wurde zu seinem Andenken in Flensburg ein Denkmal, bestehend aus einem Standbild mit einem Sockel an dem zudem ein Relief mit dem Bildnis des Trommlers von Kolding angebracht ist, im Stadtpark Flensburgs enthüllt. Außerdem ist in Flensburg eine Straße nach ihm benannt (siehe dort). Auch in Kiel existiert eine Wrangelstraße (siehe dort).